# إلين إغلين
إلين إغلين (بالإنجليزية: Ellen Eglin)‏، (واشنطن دي سي 1880) مخترعة أمريكية من أصل أفريقي، اخترعت عصارة الملابس.
ولدت إلين إغلين في واشنطن العاصمة عام 1849. كانت تعتاش كمدبرة منزل ثم عملت كاتبة في الحكومة.

## اختراعها

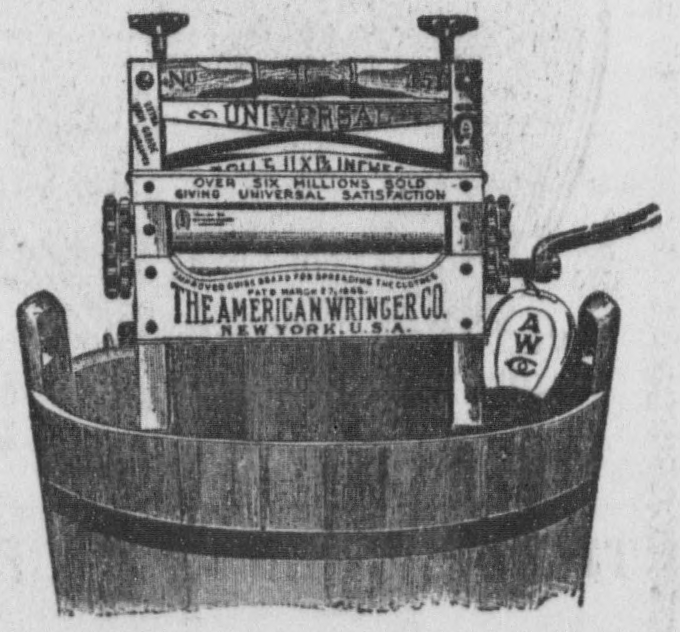
مثال على عصارة الملايس التي كانت مستخدمة في القرن التاسع عشر.

في عقد 1800، اخترعت إلين نوعا خاصاً من آلات عصر الملابس، هو عبارة عن آلة تتكون من بكرتين مثبتتان على إطار يتصل بذراع تحريك. حيث يتم وضع قطعة الملابس بين البكرتين ولفّ ذراع التحريك فيخرج الماء من الملابس بفعل الضغط عليها. جاء هذا الاختراع في وقت كانت فيه الملابس تُعصر باليدين. لذا فقد لاقى قبولاً مدهشاً. قررت إلين بيع اختراعها بمبلغ 18$ لرجل من العرق الأبيض. في نيسان (إبريل) 1890 نقلت صحيفة «نساء مخترعات» عن إلين قولها «أنت تعرف إنني سوداء وإن عرف أن امرأة زنجية حصلت على براءة اختراع فإن السيدات البيض لن يشترين الآلة. كنت خائفة من أن يعرفني الناس بسبب لوني عند عرض الاختراع في السوق.» ويشار أن المشتري قد جنى أرباحاً طائلة من هذا الاختراع.

## عملها اللاحق
بعد بيعها عصارة الملابس، كانت لا تزال متفائلة من الحصول على براءة اختراع جهاز ثانٍ. كانت تموّل مصاريف العمل بنفسها لكنها في هذه المرة أرادت تقديم اختراع يعرف الناس من خلاله أنه من امرأة سوداء.” على الرغم من رغبتها عرض النموذج الجديد في مؤتمر النساء المخترعات الصناعي الدولي، إلا أنها لم تتقدم للحصول على براءة اختراع له. لم يكن ثمة أي معلومات تفيد بأنها من اخترعت الآلة. لذا فقد انتقلت للعمل كموظفة في مكتب التعداد.